# Pseudcraspedia
Pseudcraspedia là một chi bướm đêm thuộc họ Noctuidae.

## Các loài
- Pseudcraspedia prosticta Hampson, 1910
- Pseudcraspedia punctata Hampson, 1898